# Сант'Изидоро (Мачерата)
Сант'Изидоро је насеље у Италији у округу Мачерата, региону Марке.
Према процени из 2011. у насељу је живело 37 становника. Насеље се налази на надморској висини од 401 м.